# Lomographa fidrata
Lomographa fidrata är en fjärilsart som beskrevs av William Schaus 1901. Lomographa fidrata ingår i släktet Lomographa och familjen mätare. Inga underarter finns listade i Catalogue of Life.